# Navesti
Navesti – rzeka w Estonii, lewy dopływ Parnawy, o długości 100 km. Źródła ma w gminie Imavere, pomiędzy wsiami Jalametsa i Käsukonna, w prowincji Järvamaa. Płynie w kierunku zachodnim. Uchodzi do Parnawy we wsi Jõesuu, w gminie Tori.